# François de Blumenstein
Pour les articles homonymes, voir Blumenstein (homonymie).
 François Kayr de Blumenstein, né à Salzbourg le 13 avril 1678 et décédé le 2 septembre 1739 à Lyon, est l'un des premiers entrepreneurs de l'industrie des mines en France, au XVIIIe siècle.

## Biographie
Originaire d'une famille de Silésie Haute-Autriche, fils de Jacob Ferdinand Kayr anobli en 1676, François est né à Salzbourg le 13 avril 1678. Ce titre de noblesse, de Blumenstein, est octroyé à la famille Kayr, aussi orthographié Kair ou Keyr, par Léopold Ier.
Il vient en France à la demande du maréchal de Villeroy qui en avait fait son secrétaire, et est naturalisé français par lettres du 15 mai 1715. À Paris, il eut l'occasion de voir des morceaux d'alquifoux (galène ou sulfure de plomb vitriol) provenant de Saint-Julien-Molin-Molette et constata qu'on pouvait en tirer 60 pour cent de plomb métallique. Le maréchal de Villeroy l'encouragea à exploiter ces mines, et il en obtint la concession, du maréchal de Noailles en 1717.
Il se fixe dans le Lyonnais après en avoir jaugé les capacités minières. Il épouse une Française, Marguerite Duru (belle-sœur de Jacques Masson), à Lyon le 15 octobre 1711.
Le 9 janvier 1717, il obtient un privilège de vingt ans pour l'exploitation des mines dans un rayon de dix lieues autour de Saint-Julien-Molin-Molette. En 1726, cette concession fit l'objet d'une extension considérable jusque jusqu'à englober dans son extension maximale une grande partie de l'Est et du Nord-Est du Massif central (dans les provinces du Dauphiné, du Forez, du Languedoc, du Lyonnais). En 1726, Blumenstein découvre la présence de filons de plomb sur la colline de Pipet, qui surplombe Vienne, et obtient la concession du Dauphiné occidental. En 1728, on octroie à François de Blumenstein la qualité de concessionnaire des mines du Forez.
En 1730, son atelier viennois composé des mines et d'une fonderie d’argent établie sur un îlot de la rivière la Gère (Vienne) employait une centaine d'ouvriers.
À la même époque, il s'intéresse à la création de la compagnie des Mines de Bretagne par l'armateur malouin Noël Danycan. En 1741, le subdélégué de Tournon, fournissant un rapport à  son supérieur écrivait : « Le sieur Blumenstein ne se sert que d'ouvriers allemands pour tirer son plomb parce qu'ils savent mieux le séparer de la matière dont il est enveloppé que les autres ouvriers dont il se servait » . Car depuis Colbert, on allait apprendre en Allemagne les procédés d'exploitation minière ; les ingénieurs qui étaient envoyés à l'étranger pour y étudier, avaient souvent mission de ramener des artisans et contremaîtres habiles. Clerville, directeur de la Compagnie royale des mines et fonderies du Languedoc dépêcha un ingénieur en Allemagne étudier les systèmes employés pour l'exploitation des gisements du Harz et de la Saxe. À son retour on fonda vingt ateliers avec le concours des ouvriers qu'il avait ramenés, dans le Gévaudan, les Corbières, le Rouergue.
Son engagement dans l'exploitation minière est donc total et il obtient des résultats très intéressants dans ses mines. Cependant, il tombe malade et décède le 2 septembre 1739. La direction de l'exploitation des mines revient alors à sa femme pendant deux ans, puis a son fils aîné, Étienne de Blumenstein. Ce sera le fils aîné d’Étienne, Jean Baptiste François de Blumenstein (1759-1854), capitaine de vaisseaux, général et premier maire de Les Salles en 1791, qui poursuivra l'exploitation minière familiale. Celle-ci s'arrêtera complètement en 1844. Son activité aura été continue pendant plus de 100 ans, ce qui en fait un exemple rarissime de continuité pour une affaire minière familiale.

## Sources
- Alexis Chermette, La famille de Blumenstein et l'exploitation des mines du Forez aux XVIIIe et XIXe siècles, publications de la Société linnéenne de Lyon, 1989, 58-4, pp. 1-12
- Roger Palluat de Besset, Gentilshommes mineurs et métallurgistes en Forez, les Kayr de Blumenstein, Brassart, 1929
- Eugène Bobichon, Les mines de plomb de Saint-Julien-Molin-Molette (Loire), Simon, 1989
- Alexis Chermette, Minéraux, mines et minéralogistes lyonnais au XIXe siècle, éditions lyonnaises d'art et d'histoire, 1993